# 第6師団 (コロンビア軍)
第6師団（西：Sexta Division）は、コロンビア陸軍の師団の一つ。司令部はフロレンシア（Florencia）。管轄区域はアマソナス県、カケタ県、プトゥマヨ県、バウペス県の南部の一部分。4個旅団を隷下に治める。第12旅団はフロレンシアに駐屯、第26旅団はレティシア（Leticia）に駐屯、第27旅団はモコア（Mocoa）に駐屯、第13機動旅団はサンタナ（Santana）に駐屯する。

## 部隊編成
師団直轄
- 第6爆発物処理群

### 第12旅団
- 第34歩兵大隊「フアナブ」（"Juanambú"）　在フロレンシア
- 第35歩兵大隊「エロエス・デ・グアピ」（"Heroes de Güepí"）　在ラランディア（Larandia）
- 第36歩兵大隊「カサドレス」（"Cazadores"）　在プレルトリコ（Puerto Rico）
- 第12工兵大隊「ヘネラル・リボリオ・メヒア」（"General Liborio Mejía"）　在フロレンシア
- 第12対ゲリラ戦大隊「ディオサ・デル・チャイラ」（"Diosa del Chaira"）　在フロレンシア
- 第12戦闘任務支援大隊「ヘネラル・フェルナンド・セラノ」（"General Fernando Serrano"）　在フロレンシア

特殊部隊 
- カケタ拉致対策警察隊群　在フロレンシア

### 第26旅団
- 第50ジャングル歩兵大隊「ヘネラル・ルイス・アセベロ・トーレス」（"General Luís Acevedo Torres"）　在レティシア（Leticia）
- 第74対ゲリラ戦大隊「カピタン・リカルド・エスコバル・トバル」（"Capitán Ricardo Escobar Tovar"）
- 第26戦闘任務支援大隊「ネストール・オスピナ・メロ」（"Néstor Ospina Melo"）

### 第27旅団
- 第25歩兵大隊「ヘネラル・ロベルト・ドミンゴ・リコ・ディアス」（"General Roberto Domingo Rico Díaz"）　在ビジャガルソン（Villagarzón）
- 第49ジャングル歩兵大隊「ソルダード・フアン・バウティスタ・ソラルテ・オバンドー」（"Soldado Juan Bautista Solarte Obando"）　在ラ・タグア（La Tagua）
- 第59対ゲリラ戦大隊「マジョル・バジャルド・プラダ・オヘダ」（"Mayor Bayardo Prada Ojeda"）　在ラ・オルミガ（La Hormiga）
- 第27戦闘任務支援大隊「シモナ・デ・ラ・ルス・ドゥケ・デ・アルサテ」（"Simona de la Luz Duque de Alzate"）　在モコア（Mocoa）
- 第9エネルギー計画・交通大隊「ヘネラル・ホセ・マリア・ガイタン」（"General José Maria Gaitán"）　在オリト（Orito）
- 第11エネルギー計画・交通大隊「カピタン・オスカー・ヒラルド・レステレボ」（"Capitán Oscar Giraldo Restrepo"）　在プエルト・アシス（Puerto Asís）

### 第13機動旅団
- 第87対ゲリラ戦大隊
- 第88対ゲリラ戦大隊
- 第89対ゲリラ戦大隊
- 第90対ゲリラ戦大隊